# أمير البازي
أمير البازي (مواليد 27 أكتوبر 1993) هو مقاتل فنون قتال مختلطة سويدي عراقي المولد يُنافس في وزن الذبابة في يو إف سي. اعتبارًا من 27 فبراير 2024، احتل المركز 3 في تصنيفات يو إف سي لوزن الذبابة.

## نشأته
وُلِد أمير في بغداد. وعندما كان في السابعة من عمره، فر من بغداد في منتصف الليل برفقة عائلته، ثم انتقل إلى سوريا، حيث رأى أمير والده لأول مرة منذ أن كان طفلاً صغيرًا. وبقيت العائلة في سوريا لمدة عام ونصف، قبل أن تنتقل إلى السويد.
استقرت عائلة أمير في بريدانج، وهي منطقة في ستوكهولم حيث يشكل المهاجرون واللاجئون 60% من السكان. دخل أمير في الكثير من المعارك والمتاعب عندما كان طفلاً، مما أدى إلى انضمامه إلى عصابة شوارع عندما كان مراهقًا. [2] حدث اهتمامه بالفنون القتالية المختلطة بين عشية وضحاها عندما شاهد قتالًا قديمًا في يو إف سي على شاشة التلفزيون. بعد أن أعجب بهذا النوع الجديد من القتال الاحترافي، بحث أمير عن أرخص صالة ألعاب رياضية للفنون القتالية المختلطة وسجل في اليوم التالي. انتقل ألبازي إلى لندن في عام 2013، وتخرج من جامعة روهامبتون بشهادة في العلوم الرياضية. 

## مسيرته في فنون القتال المختلطة

### بدايته
كان أول نزال لأمير في بطولة وورلد اولتيميت فول كونتاكت 15، حيث أخضع بافلو كوليش في 59 ثانية، ثم حقق بعد ذلك سلسلة انتصارات من 8 مباريات لبدء مسيرته في فنون القتال المختلطة قبل الانتقال إلى بيلاتور، حيث مدد تلك السلسلة إلى 10 نزالات بعد هزيمة جيمي باول وإيوري بيجناري. جاءت أول خسارة لأمير في سلسلة العروض الترويجية للشرق الأوسط برايف امام خوسيه توريس. تعافى أمير من خسارته بفوزه على رايان كورتيس في حدث برايف سي إف 29.

### يو إف سي
خاض ألبازي أول نزال له في يو إف سي في وقت قصير في 18 يوليو 2020، ضد مالكولم جوردون في حدث يو إف سي ليلة القتال: فيغيريدو ضد بينافيدز 2. هزم أمير جوردون بالإخضاع في الجولة الأولى.

## البطولات والإنجازات
- التحدي النهائي في فنون القتال المختلطة  [لغات أخرى]‏
  - بطولة يو سي إم إم إيه لوزن الديك (مرة واحدة؛ سابقًا)
- بطولة فايت ستار
  - بطولة إف إس سي لوزن الديك (مرة واحدة؛ سابقًا)

## حياته الشخصية
في مقابلة مع بي بي سي بتاريخ 16 ديسمبر 2022، صرح البازي أنه يريد أن يصبح أول بطل عربي في يو إف سي ويخطط للعودة في النهاية إلى العراق وتطوير فنون القتال المختلطة هناك.

## سجل فنون القتال المختلطة
| السجل المهني |        |         |
| 19 نزال      | 17 فوز | 2 خسارة |
| ضربة قاضية   | 5      | 0       |
| إخضاع        | 9      | 0       |
| قرار القضاة  | 3      | 2       |

| النتيجة | السجل | الخصم              | الطريقة                    | الحدث                                          | التاريخ        | الجولة | الوقت | المكان                              | الملاحظات                                         |
| ------- | ----- | ------------------ | -------------------------- | ---------------------------------------------- | -------------- | ------ | ----- | ----------------------------------- | ------------------------------------------------- |
| خسر     | 17–2  | براندون مورينو     | قرار القضاة (بالإجماع)     | يو إف سي ليلة القتال: مورينو ضد البازي         | 2 نوفمبر 2024  | 5      | 5:00  | إدمونتون، ألبرتا، كندا              |                                                   |
| فاز     | 17–1  | كيا كارا فرانس     | قرار الحكام (بالانقسام)    | يو إف سي على إي إس بي إن: كارا فرانس ضد البازي | 3 يونيو 2023   | 5      | 5:00  | لاس فيغاس، نيفادا، الولايات المتحدة |                                                   |
| فاز     | 16–1  | أليساندرو كوستا    | ضربة قاضية (باللكمات)      | يو إف سي ليلة القتال: كانونير ضد ستريكلاند     | 17 ديسمبر 2022 | 3      | 2:13  | لاس فيغاس، نيفادا، الولايات المتحدة |                                                   |
| فاز     | 15–1  | فرانسيسكو فيغيريدو | إخضاع (خنق خلفي عاري)      | يو إف سي 278                                   | 20 أغسطس 2022  | 1      | 4:34  | سولت ليك، يوتا، الولايات المتحدة    |                                                   |
| فاز     | 14–1  | زالجاس زوماجولوف   | قرار الحكام (بالإجماع)     | يو إف سي 257                                   | 23 يناير 2021  | 3      | 5:00  | أبو ظبي، الإمارات العربية المتحدة   |                                                   |
| فاز     | 13–1  | مالكولم جوردون     | إخضاع (خنق المثلث)         | يو إف سي ليلة القتال: فيغيريدو ضد بينافيدز 2   | 18 يوليو 2020  | 1      | 4:42  | أبو ظبي، الإمارات العربية المتحدة   | نزال في وزن الديك.                                |
| فاز     | 12–1  | ريان كيرتس         | إخضاع (كيمورا)             | برايف إف سي 29                                 | 15 نوفمبر 2019 | 1      | 2:24  | مدينة عيسى، البحرين                 |                                                   |
| خسر     | 11–1  | خوسيه توريس        | قرار الحكام (بالإجماع)     | برايف إف سي 23                                 | 19 أبريل 2019  | 3      | 5:00  | عمَّان، الأردن                        |                                                   |
| فاز     | 11–0  | يوري بيجناري       | إخضاع (خنق خلفي عاري)      | بيلاتور 200                                    | 25 مايو 2018   | 1      | 3:21  | لندن، إنجلترا                       |                                                   |
| فاز     | 10–0  | جيمي باول          | قرار الحكام (بالإجماع)     | بيلاتور 179                                    | 19 مايو 2017   | 3      | 5:00  | لندن، إنجلترا                       | أول ظهور في وزن الذبابة.                          |
| فاز     | 9–0   | دينو جامباتيسا     | إخضاع (كيمورا)             | بطولة فايت ستار 8                              | 10 ديسمبر 2016 | 1      | 4:30  | لندن، إنجلترا                       | فاز بلقب بطولة إف إس سي لوزن الديك.               |
| فاز     | 8–0   | رافال تشيكوفسكي    | إخضاع (خنق خلفي عاري)      | ليالي القتال الاسكندنافية 1                    | 4 يونيو 2016   | 2      | N/A   | سولنا، السويد                       |                                                   |
| فاز     | 7–0   | نيكو جوكا          | ضربة فنية قاضية (سلام)     | التحدي النهائي في فنون القتال المختلطة 44      | 5 سبتمبر 2015  | 2      | 2:21  | لندن، إنجلترا                       | فاز بلقب بطولة يو سي إم إم إيه لوزن الديك الشاغر. |
| فاز     | 6–0   | أوندري مورافك      | ضربة فنية قاضية (باللكمات) | بيتفا روكو 2015                                | 19 مارس 2015   | 1      | 4:34  | براغ، جمهورية التشيك                |                                                   |
| فاز     | 5–0   | صالح كولوكان       | إخضاع (كيمورا)             | التحدي النهائي في فنون القتال المختلطة 41      | 8 نوفمبر 2014  | 2      | 2:30  | لندن، إنجلترا                       |                                                   |
| فاز     | 4–0   | آلي ماكراي         | إخضاع (خنق خلفي عاري)      | إس إف سي 3                                     | 10 أكتوبر 2010 | 2      | 0:00  | إستيرلينغ، إسكتلندا                 |                                                   |
| فاز     | 3–0   | باجاندوف مورادا    | ضربة فنية قاضية (باللكمات) | الاتصال الكامل العالمي 16                      | 4 سبتمبر 2010  | 1      | 3:00  | بازو، البرتغال                      |                                                   |
| فاز     | 2–0   | أندريه باتيستا     | ضربة فنية قاضية (باللكمات) | الاتصال الكامل العالمي 15                      | 22 أغسطس 2009  | 1      | 3:35  | بازو، البرتغال                      |                                                   |
| فاز     | 1–0   | بافلو كوليش        | إخضاع (خنق خلفي عاري)      | الاتصال الكامل العالمي 15                      | 22 أغسطس 2009  | 1      | 0:59  | بازو، البرتغال                      | أول ظهور في وزن الديك.                            |

## وصلات خارجية
- أمير البازي على موقع يو إف سي (الإنجليزية)
- أمير البازي على موقع بيلاتور (الإنجليزية)
- أمير البازي على موقع شيردوغ (الإنجليزية)
- أمير البازي على موقع Tapology.com (الإنجليزية)
- أمير البازي على موقع فايت ماتريكس (الإنجليزية)